# Pedofilie
Pedofilie (grec. παις (pais) „copil“ și φιλια (philia) „prietenie“) este o tulburare mintală sau mentală care se manifestă prin înclinația erotico-sexuală față de un copil. Pedofil este acea persoană care suferă de pedofilie. Un pedofil este atras sexual de o persoană cu vârsta sub 14 ani. O persoană trebuie să aibă cel puțin 16 ani, și cel puțin cinci ani mai mare decât copilul prepubescent, pentru ca atracția să fie diagnosticată drept pedofilie. Pedofilia intră în categoria parafiliilor. 
Termenul a fost folosit prima oară în anul 1896 de psihiatrul vienez Richard von Krafft-Ebing în lucrarea sa Psychopathia sexualis⁠(d). 
Trăsăturile principale ale acestei tulburări sexuale sunt:
- Interesul sexual se manifestă numai pentru copii la vârsta de pubertate
- Interesul sexual „primar” (dominant) este pentru copii
- Acest interes este de durată lungă.

Ifantofilia sau nepiofilia (sub 5 ani), pedofilia (sub 14 ani), efebofilia⁠(d) (14-18 ani), gerontofilia⁠(d), teleiofilia, androfilia și ginefilia sunt uneori utilizate în taxonomii care specifică interesele sexuale pe baza intervalelor de vârstă, pe care John Money⁠(d) le-a numit cronofilii⁠(en)[traduceți].
Pedofilii, pedosexualii, pedoabuzatorii și pedoviolatorii nu sunt parte a comunității LGBTQIA+, contrar a ceea ce greșit din cauza dezinformării crede majoritatea, deoarece pedofilia este o parafilie; nu este o orientare sexuală, identitate de gen, exprimare de gen sau practică sexuală. Acestă paralelă și confuzie a fost propagată de unele organizații ecumenice și eugenice religioase dar și de guverne precum Guvernul Rusiei prin utilizarea rețelelor de socializare.

## Abuzul sexual asupra minorilor
Formele de abuz sexual asupra copiilor includ pretinderea sau obligarea unui minor să se implice în activități sexuale (indiferent de rezultatul acestora), expunerea indecentă a organelor genitale ale abuzatorului, prezentarea de materiale pornografice, contactul sexual efectiv indiferent dacă se ajunge la copulare, contactul fizic dintre abuzator și organele genitale ale copilului, privirea organelor genitale ale copilului chiar și fără contact sexual sau folosirea copiilor pentru a produce materiale pornografice.
Abuzul sexual asupra minorilor din partea persoanelor cu orientare heterosexuală este cu mult mai ridicat și frecvent, comparativ cu persoane de altă orientare.
Nu toți cei care abuzează sexual copii sunt pedofili și nu toți pedofilii abuzează sexual copii. Din aceste motive, unii cercetătorii se opun descrierii imprecise a tuturor celor care au abuzat copii drept pedofili.
Conform Rezoluției Parlamentului European din 26 februarie 2014 referitoare la exploatarea sexuală și prostituția - impactul acestora asupra egalității de gen: se observă că între 80-95% dintre persoanele prostituate au suferit o formă de violență înainte de a se prostitua (viol, incest, pedofilie), că 62% dintre acestea declară ca au fost violate, iar 68% suferă de tulburări de stres post-traumatic - un procent similar cu cel al victimelor torturii

Cele mai multe abuzuri împotriva minorilor se petrec în familie conform mai multor studii analizate și efectuate pe parcursul a 37 de ani.
Se estimează că aproape 95% din abuzurile sexuale pot fi prevenite prin educație.

## Legalitate
Pedofilia în sine nu este pedepsită de lege și nici definită ca atare, deoarece pedepsite sunt faptele concrete și nu senzațiile, sentimentele și dorințele. Pedofilul va fi pedepsit numai dacă cedează dorințelor sale primare și intră în acțiune. Pedofilia e considerată o parafilie (dereglare mintală sau mentală; boală psihică), nu o infracțiune în sine. Doar pedo-violul, pedo-abuzul, coruperea de minori și pornografia infantilă sunt considerate infracțiuni. 
Conform noilor modificări, făcute în 2020 în legislația românească, persoanele cu acte de pedoabuz sau pedoviol pot primi pedepse de până la 18 ani de închisoare. Însă mulți judecători, avocați și procurori nu fac diferența dintre un act de pedofilie sau de efebofilie (act sexual cu acceptul sau/și cu voința manipulată a minorului) și viol pedofilic sau efebofilic (act sexual fără acceptul sau/și fără voința minorului) deseori confundând aceste infracțiuni și considerând că abuzatorul poate fi iertat deși a făcut un act pedofilic, diferit de violul pedofilic deși sunt două infracțiuni diferite care, în unele cazuri, se pot suprapune.
În legislația românească minor este orice persoană cu vârsta sub 18 ani. Major este orice persoană cu vârsta peste 18 ani. Totuși, în legislația românească, conform Art. 272: Vârsta matrimonială, din Noul Cod Civil, în unele situații poate fi aprobată căsătoria cu un minor de peste 16 ani. Minorul dobândește, prin căsătorie, capacitatea deplină de exercițiu (Art. 39 NCC) a unei persoane majore.
Pedofilii sunt pierzătorii și nu câștigătorii revoluției sexuale. Însă conform multor organizații de apărare sau persoane apărătoare pentru drepturile și viața persoanelor născute LGBT+ și rezumat, concis, de LGBT Foundation se reafirmă "Pe baza cercetărilor noastre, afirmațiile conform cărora comunitatea LGBTQ s-a extins pentru a include „pedosexuali”, pedofili sau orice relație între adulți și minori sunt FALSE. Astfel de afirmații se bazează, de asemenea, pe o istorie de stigmatizare și stereotipuri nemeritate față de comunitatea LGBTQ".

## Legalizarea căsătoriei pedofile
Căsătoria pedofilă nu mai poate fi acceptată la nivel mondial deoarece conform ONU, sociologilor, psihologilor, psihiatrilor, apărătorilor ale drepturilor omului și legiuitorilor se consideră că interesul, bunăstarea, sănătatea fizică și psihică pentru un minor și viitor adult este peste interesul adultului. Acestă normă de drept fiind considerată normă fundamentală de drept internațional și considerată universal valabilă.
În România este legală căsătoria efebofilă în anumite condiții stricte și stabilite de judecători dar cu limita inferioară de vârstă de 16 ani și căsătoria teleiofilă. Căsătoria pedofilă nu este legală. Căsătoria pedofilă nu poate fi legalizată niciodată în țările aderente la ONU conform acordurilor internaționale și normelor fundamentale de drept; dreptul la sănătate și fericire ale copilului și viitorului adult e prioritară, peste dreptul adultului.
Concluzionat, conform specialiștilor din orice domeniu, căsătoria sau parteneriatul pedofil nu sunt în interesul copilului și viitorului adult și nu pot fi legalizate niciodată. Termenul de copil e definit ca persoana care are sub 14-16 ani.       

## Pe țări

### Olanda
După C.E. Dettmeijer-Vermeulen, raportor național de trafic de persoane și violență sexuală asupra copiilor, 3% din făptași sunt femei, 14,58% din victime sunt de sex masculin și „cele mai multe victime sunt abuzate de un membru de familie, prieten sau cunoscut.” Unul din șase făptași este el însuși minor. Aceste cifre indică clar faptul că abuzul heterosexual este cu mult mai frecvent și ridicat, decât cel ce ține de alte orientări sexuale.

### SUA
Groth și Birnbaum (1978) au categorisit abuzatorii sexuali în două grupuri: „fixați” și „regresați”. Abuzatorii fixați au fost descriși drept fiind atrași sexual în mod primar către copii, în timp ce cei regresați mențin în mod preponderent relații sexuale cu alți adulți, sau chiar fiind căsătoriți. Studiul a arătat că orientarea sexuală nu era corelată cu sexul victimei, de exemplu bărbații care abuzaseră sexual băieți aveau adesea relații cu femei mature.
Statistica arată că un pedofil după un tratament psihologic poate să devină recidivant într-un procent de 40-50 %.

### Australia
Multe femei au observat că bărbații se uită la ele sexual încă de la vârsta de 7 ani.

### România
Până în 2018 conform statisticilor declarate de Direcția Națională de Probațiuni din România, există:
- 785 de infractori sexuali au fost condamnați fără executare, fie că au agresat adulți sau copii. Ei sunt în libertate;
- 507 infractori condamnați pentru act sexual cu minori, corupere sexuală și racolare de minori în scop sexual sunt liberi;
- 142 de infractori condamnați sunt închiși pentru act sexual cu minori, corupere sexuală și racolare de minori în scop sexual;
- 99% dintre cei condamnați sau cercetați au ofensat sau abuzat victime de sex feminin;[32]

Potrivit Autorității Naționale pentru Protecția Drepturilor Copilului și Adopție (ANPDCA), în 2017, au fost înregistrate 417 cazuri de abuzuri sexuale asupra copiilor, dintre care 229 s-au petrecut în familie. Dintre acestea, 153 de cazuri au avut loc în mediul urban și 264 în mediul rural. 232 dintre copiii abuzați au mai puțin de 13 ani. În mai puțin de jumătate dintre aceste cazuri (205), agresorul este urmărit penal.
Pînă în 2018 din toate procesele care s-au judecat pentru „act sexual cu un minor”, doar 25% din cazuri s-au finalizat cu pedepsirea agresorilor cu închisoare cu executare. 25% au primit pedepse „cu suspendare”, iar restul proceselor nu au ajuns la o sentință.

### Yemen
Yemen este printre puținele state din lume în care este legalizată căsătoria pedofilă dintre un bărbat adult și o fată minoră și nu se pedepsec actele și violurile pedofilice,  însă doar pentru masculii abuzatori adulți asupra femelelor minore.

## Epidemiologie
Se estimează că aproape 5% dintre adulții masculi au comportament pedofilic, însă la persoanele de sex feminin ponderea nu a fost analizată în detaliu. Majoritatea infractorilor sexuali împotriva copiilor sunt bărbați, deși infractori femele pot reprezenta 0,4% până la 4% dintre infractorii sexuali condamnați. Cu toate acestea, majoritatea cercetătorilor presupun că estimările disponibile subreprezintă numărul real al femeilor pedofile.
Unele organizații non-guvernamentale susțin că "1 din 3 fete și 1 din 7 băieți sunt abuzați sexual până la vârsta de 18 ani. Numai 1 din 10 copii care sunt abuzați sexual vor spune vreodată cuiva"

## Pedofilia la animale
S-a observat că există acte de pedofilie și la animale, insă nu pe intreaga viață a animalului și doar cazual, de obicei doar între animale apropiate de etate.

## Alte informații
- Abuzul sexual asupra copiilor
- Abuzul sub orice formă asupra copiilor
- Hebefilia⁠(d)
- Cronofilia⁠(d)
- Gerontofilie⁠(d)
- Parafiliile
- Pedobear